# II Governo Provisório de Portugal
O II Governo Provisório foi um governo de Portugal resultou do pedido de demissão do primeiro-ministro Adelino da Palma Carlos a 9 de julho de 1974 por, alegadamente, não ter condições políticas para governar, numa clara alusão ao peso da influência do MFA. Com ele solidarizaram-se alguns ministros do seu gabinete, entre eles Francisco Sá Carneiro. A 12 de julho, Vasco Gonçalves, um homem do MFA, foi indigitado pelo presidente da República António de Spínola, para o cargo de Primeiro-Ministro. O II Governo Provisório tomou posse a 18 de julho e caiu a 30 de setembro do mesmo ano.

## Composição
A sua constituição era a seguinte:
Legenda de cores

### Ministros
| Cargo                                        | Detentor | Detentor                                 | Detentor | Período                                      |
| -------------------------------------------- | -------- | ---------------------------------------- | -------- | -------------------------------------------- |
| Primeiro-ministro                            |          | Vasco Gonçalves (1921–2005)              |          | 17 de julho de 1974 a 30 de setembro de 1974 |
| Ministro sem pasta                           |          | Vítor Alves (1935–2011)                  |          | 17 de julho de 1974 a 30 de setembro de 1974 |
| Ministro sem pasta                           |          | Ernesto Melo Antunes (1933–1999)         |          | 17 de julho de 1974 a 30 de setembro de 1974 |
| Ministro sem pasta                           |          | Álvaro Cunhal (1913–2005)                |          | 17 de julho de 1974 a 30 de setembro de 1974 |
| Ministro sem pasta                           |          | Joaquim Magalhães Mota (1935–2007)       |          | 17 de julho de 1974 a 30 de setembro de 1974 |
| Ministro da Defesa Nacional                  |          | Mário Firmino Miguel (1932–1991)         |          | 17 de julho de 1974 a 30 de setembro de 1974 |
| Ministro da Coordenação Interterritorial     |          | António de Almeida Santos (1926–2016)    |          | 17 de julho de 1974 a 30 de setembro de 1974 |
| Ministro da Administração Interna            |          | Manuel da Costa Braz (1934–2019)         |          | 17 de julho de 1974 a 30 de setembro de 1974 |
| Ministro da Justiça                          |          | Francisco Salgado Zenha (1923–1993)      |          | 17 de julho de 1974 a 30 de setembro de 1974 |
| Ministro da Economia                         |          | Emílio Rui Vilar (1939–)                 |          | 17 de julho de 1974 a 30 de setembro de 1974 |
| Ministro das Finanças                        |          | José da Silva Lopes (1932–2015)          |          | 17 de julho de 1974 a 30 de setembro de 1974 |
| Ministro dos Negócios Estrangeiros           |          | Mário Soares (1924–2017)                 |          | 17 de julho de 1974 a 30 de setembro de 1974 |
| Ministro do Equipamento Social e do Ambiente |          | José Augusto Fernandes (n/d–n/d)         |          | 17 de julho de 1974 a 30 de setembro de 1974 |
| Ministro da Educação e Cultura               |          | Vitorino Magalhães Godinho (1918–2011)   |          | 17 de julho de 1974 a 30 de setembro de 1974 |
| Ministro do Trabalho                         |          | José Inácio da Costa Martins (1938–2010) |          | 17 de julho de 1974 a 30 de setembro de 1974 |
| Ministra dos Assuntos Sociais                |          | Maria de Lourdes Pintasilgo (1930–2004)  |          | 17 de julho de 1974 a 30 de setembro de 1974 |
| Ministro da Comunicação Social               |          | José Sanches Osório (1940–)              |          | 17 de julho de 1974 a 30 de setembro de 1974 |

#### Secretários e subsecretários de Estado
| Dependência                                 | Cargo                                                                 | Titular                        | Período                                      |
| ------------------------------------------- | --------------------------------------------------------------------- | ------------------------------ | -------------------------------------------- |
| Ministério da Coordenação Interterritorial  | Secretário de Estado da Administração                                 | Deodato de Azevedo Coutinho    | 23 de julho de 1974 a 30 de setembro de 1974 |
| Ministério da Coordenação Interterritorial  | Secretário de Estado dos Assuntos Económicos                          | Fernando de Castro Fontes      | 23 de julho de 1974 a 30 de setembro de 1974 |
| Ministério da Administração Interna         | Subsecretário de Estado da Administração Interna                      | Luís Nandim de Carvalho        | 7 de agosto de 1974 a 30 de setembro de 1974 |
| Ministério da Justiça                       | Subsecretário de Estado da Administração Judiciária                   | Armando Bacelar                | 23 de julho de 1974 a 30 de setembro de 1974 |
| Ministério da Economia                      | Secretário de Estado do Planeamento Económico                         | Vítor Constâncio               | 23 de julho de 1974 a 30 de setembro de 1974 |
| Ministério da Economia                      | Secretário de Estado da Indústria e Energia                           | José Torres Campos             | 23 de julho de 1974 a 30 de setembro de 1974 |
| Ministério da Economia                      | Secretário de Estado da Agricultura                                   | Alfredo Esteves Belo           | 23 de julho de 1974 a 30 de setembro de 1974 |
| Ministério da Economia                      | Secretário de Estado do Comércio Externo e Turismo                    | José Vera Jardim               | 23 de julho de 1974 a 30 de setembro de 1974 |
| Ministério da Economia                      | Secretário de Estado do Abastecimento e Preços                        | Nélson Rocha Trigo             | 23 de julho de 1974 a 30 de setembro de 1974 |
| Ministério da Economia                      | Secretário de Estado das Pescas                                       | Mário Ruivo                    | 23 de julho de 1974 a 30 de setembro de 1974 |
| Ministério das Finanças                     | Secretário de Estado do Orçamento                                     | António da Costa Leal          | 23 de julho de 1974 a 30 de setembro de 1974 |
| Ministério das Finanças                     | Secretário de Estado do Tesouro                                       | Artur Alves Conde              | 23 de julho de 1974 a 30 de setembro de 1974 |
| Ministério dos Negócios Estrangeiros        | Secretário de Estado dos Negócios Estrangeiros                        | Jorge Campinos                 | 23 de julho de 1974 a 30 de setembro de 1974 |
| Ministério do Equipamento Social e Ambiente | Secretário de Estado das Obras Públicas                               | Amadeu Garcia dos Santos       | 23 de julho de 1974 a 30 de setembro de 1974 |
| Ministério do Equipamento Social e Ambiente | Secretário de Estado dos Transportes e Comunicações                   | Manuel Ferreira Lima           | 23 de julho de 1974 a 30 de setembro de 1974 |
| Ministério do Equipamento Social e Ambiente | Secretário de Estado da Habitação e Urbanismo                         | Nuno Portas                    | 23 de julho de 1974 a 30 de setembro de 1974 |
| Ministério do Equipamento Social e Ambiente | Secretário de Estado da Marinha Mercante                              | José Gonçalves Viana           | 23 de julho de 1974 a 30 de setembro de 1974 |
| Ministério do Equipamento Social e Ambiente | Subsecretário de Estado do Ambiente                                   | Gonçalo Ribeiro Telles         | 23 de julho de 1974 a 30 de setembro de 1974 |
| Ministério da Educação e Cultura            | Secretário de Estado da Administração Escolar                         | José Manuel Prostes da Fonseca | 23 de julho de 1974 a 30 de setembro de 1974 |
| Ministério da Educação e Cultura            | Secretária de Estado dos Assuntos Culturais e Investigação Científica | Maria de Lurdes Belchior       | 23 de julho de 1974 a 30 de setembro de 1974 |
| Ministério da Educação e Cultura            | Secretário de Estado dos Desportos e Acção Social Escolar             | António Avelãs Nunes           | 23 de julho de 1974 a 30 de setembro de 1974 |
| Ministério da Educação e Cultura            | Secretário de Estado da Orientação Pedagógica                         | Rui Grácio                     | 23 de julho de 1974 a 30 de setembro de 1974 |
| Ministério do Trabalho                      | Secretário de Estado da Emigração                                     | Pedro Coelho                   | 23 de julho de 1974 a 30 de setembro de 1974 |
| Ministério do Trabalho                      | Secretário de Estado do Trabalho                                      | Carlos Carvalhas               | 23 de julho de 1974 a 30 de setembro de 1974 |
| Ministério do Trabalho                      | Secretário de Estado do Emprego                                       | José Balseiro Fragata          | 23 de julho de 1974 a 30 de setembro de 1974 |
| Ministério dos Assuntos Sociais             | Secretário de Estado da Saúde                                         | Carlos Cruz e Oliveira         | 23 de julho de 1974 a 30 de setembro de 1974 |
| Ministério dos Assuntos Sociais             | Secretário de Estado da Segurança Social                              | Henrique Santa Clara Gomes     | 23 de julho de 1974 a 30 de setembro de 1974 |
| Ministério da Comunicação Social            | Subsecretário de Estado da Comunicação Social                         | Luís de Barros                 | 7 de agosto de 1974 a 30 de setembro de 1974 |